# Sokolare, Vrața
Sokolare (în bulgară Соколаре) este un sat în comuna Beala Slatina, regiunea Vrața,  Bulgaria. 

## Demografie
Componența etnică a satului Sokolare
     Bulgari (85,34%)
     Romi (6,89%)
     Nicio identificare (7,75%)
     Altele (0%)
La recensământul din 2011, populația satului Sokolare era de 580 locuitori. Din punct de vedere etnic, majoritatea locuitorilor (85,34%) erau bulgari, cu o minoritate de romi (6,89%). Pentru 7,75% din locuitori nu este cunoscută apartenența etnică.